# Distretto di Sarayköy
Il distretto di Sarayköy (in turco Sarayköy ilçesi) è uno dei distretti della provincia di Denizli, in Turchia.